# Juliette Méadel
Pour les articles homonymes, voir Méadel.
Juliette Méadel, née le 17 avril 1974 à Paris, est une avocate, haute fonctionnaire et femme politique française.
Elle est porte-parole du Parti socialiste de 2014 à 2016 et secrétaire d'État chargée de l'Aide aux victimes de 2016 à 2017 sous la présidence de François Hollande. En mars 2020, sans étiquette, elle est candidate aux élections municipales à Montrouge et entre au conseil municipal, avant de rejoindre la Fédération progressiste en 2022.
En 2024, elle est nommée ministre déléguée chargée de la ville dans le gouvernement François Bayrou.

## Biographie

### Jeunesse et études
Juliette Méadel effectue sa scolarité au lycée Victor-Duruy du collège à l'hypokhâgne. Elle obtient ensuite une maîtrise de droit à l'université Panthéon-Assas, puis sort diplômée de l’Institut d'études politiques de Paris. Elle est également titulaire d'un DEA de philosophie et d’un doctorat de droit privé pour une thèse sur « les marchés financiers et l'ordre public ». Elle est ancienne élève de l'ENA (promotion Robert-Badinter), dont elle sort en 2011.
Fille de Lucien Méadel, haut fonctionnaire et directeur de cabinet d'Édith Cresson au ministère de l'agriculture entre 1981 et 1982, et d'une mère enseignante, elle est la sœur de la sociologue Cécile Méadel. Avec son époux, analyste financier, elle a quatre fils, dont le dernier est né en avril 2016.

### Vie professionnelle
Juliette Méadel a pratiqué comme avocate, inscrite au barreau de Paris pendant les quatre premières années de sa vie professionnelle, de 2005 à 2009.
À sa sortie de l'ENA, en 2011, elle entre à la direction générale du Trésor, au service des politiques macroéconomiques. Elle effectue sa mobilité statutaire à la Cour des comptes de 2014 à 2016, comme rapporteuse extérieure. Elle quitte la Cour pour entrer au gouvernement de 2016 à 2017. Elle est ensuite nommée conseillère référendaire à la Cour des comptes en janvier 2018.
Elle enseigne en même temps à Sciences-Po Paris.

#### Polémique
En novembre 2018, après l'acquittement de Georges Tron, accusé de viol par deux anciennes collaboratrices, par la cour d'assises de Bobigny, Juliette Méadel publie un tweet : « Accusations de viols : #GeorgesTron acquitté. Verdict désespérant pour les droits des #victimes. Le doute ne doit pas bénéficier aux accusés ! C’est le retour du droit de cuissage ? #metoo n’aura donc servi à rien ? Le parquet doit faire appel. »
L'affirmation « le doute ne doit pas bénéficier aux accusés » suscite de vives critiques car jugée comme contraire aux principes élémentaires du droit. Le 15 novembre 2018, elle répond aux critiques par un nouveau tweet. Elle publie dans Le Monde, le 4 février 2019, une tribune explicitant son tweet, et prônant une modification du code de procédure pénale pour mieux défendre les victimes d’attentats.

### Décoration
Le 3 juillet 2024, Juliette Méadel est nommée au grade de chevalier dans l'ordre national de la Légion d'honneur au titre de « ancienne ministre, magistrate à la Cour des comptes, conseillère municipale de Montrouge (Hauts-de-Seine) ; 25 ans de services. ».

## Parcours politique

### Débuts au Parti socialiste (2005-2016)
Membre de la direction nationale du Parti socialiste en 2005, responsable nationale du projet et chargée de la coordination auprès de François Rebsamen, après avoir été proche de Laurent Fabius, elle conseille Ségolène Royal pour l'élection présidentielle de 2007.
Elle est candidate malheureuse aux élections régionales en Île-de-France en 2004, puis conseillère municipale à Paris 14e entre 2008 et 2014.
À la présidentielle de 2012, elle participe à la campagne de François Hollande, en tant que responsable d'un groupe de travail sur la lutte contre les discriminations. Dans le même temps, elle fonde en septembre l'association « L'avenir n'attend pas », qui a pour objet de valoriser l'innovation sociale.
Pour le congrès du PS de la même année, elle initie avec Gaëtan Gorce la contribution « Dessine-moi un parti », puis elle est première signataire de la motion du congrès intitulée « Question de principes », qui milite pour la transformation du PS et le non-cumul des mandats. Cette motion obtient 5,2 % des suffrages des militants ; Méadel se rallie ensuite à Harlem Désir, et entre alors à la direction nationale du PS en 2013 en tant que secrétaire nationale à l'industrie.
Elle accède également à la direction générale du groupe de réflexion Terra Nova, aux côtés du nouveau président François Chérèque entre octobre 2012 et novembre 2013.
À l'occasion du conseil national du Parti socialiste du 15 avril 2014, elle est nommée secrétaire nationale à l'Industrie, au Numérique et à l'Économie sociale et solidaire, puis porte-parole en août 2014,. Elle ne conduit pas la liste du Parti socialiste aux élections régionales de 2015 pour les Hauts-de-Seine, ce qui suscite des débats au sein de la fédération locale du parti,.

### Secrétaire d'État dans le deuxième gouvernement Valls (2016-2017)
Le 11 février 2016, elle est nommée secrétaire d'État auprès du Premier ministre, chargée de l'Aide aux victimes, et se consacre aux victimes des attentats terroristes, notamment à ceux de janvier et novembre 2015. Sous son ministère, elle obtint par ailleurs l’exonération d’impôts sur le revenu pour les victimes des attentats de 2015, tout comme de la taxe d'habitation. Avec le président de l’association France urbaine, elle lance un label pour inciter les grandes villes à adopter les formations aux gestes qui sauvent. Elle lance aussi la première formation aux « mots qui sauvent » avec des psychiatres et infirmiers.
Alors qu'elle avait organisé organise la 1re Conférence internationale pour l’aide aux victimes à l’Unesco en janvier 2016 avec Robert Badinter comme président d’honneur, la première feuille de route de l’aide aux victimes est signée de sa main à Bruxelles le 20 mars en présence de François Hollande. En février 2017, elle crée le Secrétariat général à l’aide aux victimes, pour « améliorer la prise en charge dans un contexte de menace terroriste ».
Elle soutient Manuel Valls pour la primaire citoyenne de janvier 2017. À la suite de la défaite de ce dernier face à Benoît Hamon, elle déclare qu'elle votera pour Emmanuel Macron dès le premier tour de l'élection présidentielle, estimant que le candidat du Parti socialiste n'est pas en mesure de se qualifier pour le second tour. Quelques jours avant le second tour elle publie une tribune sur Libération intitulée « Madame Le Pen, vous n’aurez pas nos haines », tribune signée par de nombreux artistes, cinéastes, humoristes et économistes qui appellent à faire barrage à Marine Le Pen.
Malgré son soutien à Emmanuel Macron, elle n'est pas reconduite à son poste de secrétaire d'État. Pour les élections législatives de 2017, elle est candidate sous l'étiquette socialiste dans la 10e circonscription de Seine-et-Marne. Elle est éliminée dès le premier tour. Le Secrétariat général à l'aide aux victimes qu'elle avait mis en place est supprimé en juin 2017 par le gouvernement d’Édouard Philippe, qui le rattache au ministère de la Justice, une décision critiquée par plusieurs élus dont le rapport d’information parlementaire avait souligné l’efficacité de l’action menée par le secrétariat d’État à l’aide aux victimes.
Après l’affaire Harvey Weinstein, elle lance en octobre 2017 un appel à travers une tribune intitulée « Dénoncer c’est bien, protéger c'est mieux » afin de mieux protéger les victimes de harcèlement sexuels, notamment en créant un statut de lanceur d'alerte.

### Radiation du Parti socialiste et élue d'opposition de Montrouge (2018-2021)
En février 2018, elle est finalement radiée du Parti socialiste par le bureau fédéral des adhésions de la fédération de Seine-et-Marne en raison de son soutien affiché à Emmanuel Macron une semaine avant le premier tour de l’élection présidentielle,.  De février à novembre 2018, elle est membre du groupe de travail d'Emmanuel Macron sur le service national universel,. En septembre 2018, elle lance l’opération « Youth Europe » avec son association « L'avenir n'attend pas ». Selon elle, cette opération, se fixe pour objectif de verser au débat public des propositions sur les deux sujets clefs de l’élection européenne : l’immigration et l’écologie.
Le en novembre 2019, elle annonce sa candidature à l'élection municipale de mars 2020 à Montrouge, où elle réside,, sans le soutien d’un parti,. Elle est attaquée au cours de la campagne par le candidat insoumis Aurélien Saintoul, qui la met en cause sur un possible conflit d'intérêt entre elle et la société Deveryware. Sa liste arrive deuxième à l'issue du premier tour et fusionne avec la liste avec la liste socialiste de Joaquim Timoteo qui se rallie à elle. Cette nouvelle liste arrive en deuxième position à l'issue du second tour avec un score de 39,75 %, derrière le maire sortant UDI Étienne Lengereau dont la liste obtient 45,08 %,. Elle préside le groupe d’opposition « L'avenir n'attend pas à Montrouge » au conseil municipal où elle est élue avec 8 de ses colistiers,.
Elle publie en novembre 2021 Un impérieux besoin d’agir aux éditions de l'Observatoire, où elle fait le bilan de son parcours politique et expose les priorités qu'elle juge indispensables pour reconstruire l'État.

### Ralliement auprès d'Emmanuel Macron (depuis 2022)
Elle appelle à voter pour Emmanuel Macron dès le premier tour de l’élection présidentielle de 2022 en rejoignant, dès sa création par François Rebsamen, la Fédération progressiste.
Après les attentats du 7 octobre 2023, elle lance un appel à la gauche républicaine française pour qu’elle soutienne la gauche israélienne et pour demander une clarification et un désaveu de La France insoumise, parti qu'elle estime compromis dans une ambiguïté coupable face à l’augmentation des actes antisémites en France. À la fin de l'année 2023, elle prend position contre la loi sur l’immigration qu’elle juge être une « grave faute politique » dans une tribune dans Le Monde puis décide de ne pas soutenir le parti présidentiel aux élections européennes et quitte donc la Fédération progressiste[source insuffisante].
Lors des élections européennes de 2024, elle figure en quatrième position sur la liste du Parti radical de gauche menée par Guillaume Lacroix mais n'est pas élue en raison du score obtenue par la liste.
Le 23 décembre 2024, elle est nommée ministre chargé de la Ville, auprès du ministre chargé de l'Aménagement du territoire et de la Décentralisation au sein du gouvernement Bayrou. Elle tente dans le même temps de réadhérer au Parti socialiste dans la section de Montrouge, ville dont elle est toujours conseillère municipale, notamment dans le but de peser sur le congrès de Nancy en faveur de Nicolas Mayer-Rossignol, une démarche qui lui est refusée par la fédération socialiste des Hauts-de-Seine en raison de sa présence dans le gouvernement Bayrou.

## Synthèse des résultats électoraux

### Élections législatives
| Année | Parti | Parti | Circonscription       | 1er tour | 1er tour | 1er tour | Issue  |
| Année | Parti | Parti | Circonscription       | Voix     | %        | Rang     | Issue  |
| ----- | ----- | ----- | --------------------- | -------- | -------- | -------- | ------ |
| 2017  |       | PS    | 10e de Seine-et-Marne | 2 791    | 8,31     | 5e       | Battue |

### Élections municipales
Les résultats ci-dessous concernent uniquement les élections où elle est tête de liste.
| Année | Liste | Liste | Commune   | 1er tour | 1er tour | 1er tour | 2d tour | 2d tour | 2d tour | Sièges obtenus |
| Année | Liste | Liste | Commune   | Voix     | %        | Rang     | Voix    | %       | Rang    | Sièges obtenus |
| ----- | ----- | ----- | --------- | -------- | -------- | -------- | ------- | ------- | ------- | -------------- |
| 2020  |       | DVG   | Montrouge | 2 976    | 26,21    | 2e       | 4 685   | 39,75   | 2e      | 9 / 45         |

## Publications
- Les Marchés financiers et l’ordre public (préf. Michel Germain), Paris, LGDJ, 2007
- L’Avenir des règles de marché : le problème de la détermination de leur nature, contribution au colloque « Bicentenaire du Code de Commerce 1807-2007 : quel Code de commerce pour demain ? » Litec, oct. 2007
- « La faute lucrative en droit français », Les Petites Affiches, 17 avril 2007
- « Faut-il introduire la class action en droit français ? » Rev. jur. Science po : janvier 2007
- « La loi sur la class action : vraie réforme ou faux semblant ? » in Alain Gourio et Jean-Jacques Daigre, Droit bancaire et financier. Mélanges AEDBF France VI, Paris, Revue Bancaire, 2013
- L'Aide aux victimes - Livre blanc - Mai 2017 - La documentation française
- La Mémoire traumatique, une affaire d’État ? - « La mémoire nous joue-t-elle des tours », sous la direction de Muriel Flis Trèves et René Frydman, PUF, décembre 2017
- L’Ordre public financier de 2000 à 2017 : quelle évolution ? Autour du droit bancaire et financier et au-delà, in Mélanges en l’honneur de Jean-Jacques Daigre, Joly Editions, Paris. octobre 2017[61]
- Un impérieux besoin d'agir, éditions de l'Observatoire, 2021.

## Pour approfondir